# Controvérsia de renovação da franquia ABS-CBN

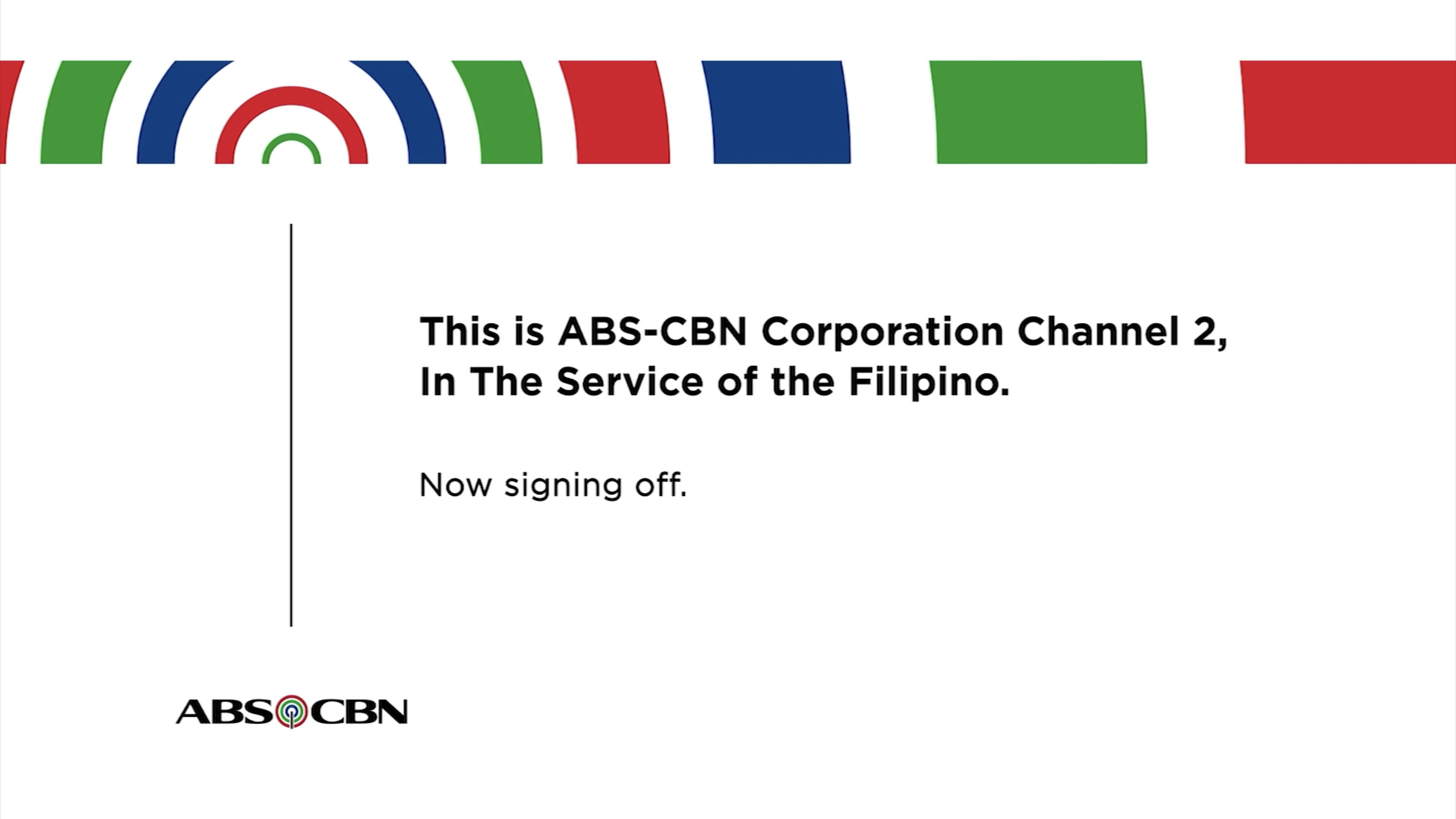
A mensagem de encerramento exibida pela DWWX-TV (ABS-CBN Manila) antes de interromper todas as exibições às 19h52 (horário das Filipinas) em conformidade com o pedido NTC.

A controvérsia de renovação da franquia ABS-CBN diz respeito à não renovação da franquia do congresso da rede de televisão filipina ABS-CBN, uma das redes de mídia mais antigas e mais influentes do país. Isso levou a franquia do congresso a expirar em 4 de maio de 2020 e a rede ser forçada a interromper temporariamente sua transmissão em 5 de maio de 2020, depois que a Comissão Nacional de Telecomunicações (NTC) das Filipinas emitiu uma ordem de cessar e desistir, relacionada ao vencimento da franquia.
Desde 2014, a rede solicitou a renovação de sua franquia por meio de projetos de lei pendentes na Câmara dos Deputados, mas estes não foram cumpridos pelos 16, 17 e 18 congressos das Filipinas. Grupos de defesa dos meios de comunicação e a imprensa internacional classificaram a questão como uma preocupação com a liberdade de imprensa desde que o presidente Rodrigo Duterte, cujos aliados têm uma supermaioria nos dois ramos do Congresso das Filipinas, manifestou repetidamente descontentamento com a cobertura noticiosa da rede, e declarou anteriormente que a franquia do congresso não seria renovada.
A paralisação marcou a primeira vez que a rede saiu do ar desde 1986, tendo sido desligada durante a lei marcial sob Ferdinando Marcos, em 1972. A paralisação colocou a segurança do emprego de 11 mil funcionários da ABS-CBN em risco durante a pandemia de COVID-19 no país.